# Денисюк Матвій Романович
Денисюк Матвій Романович (у чернецтві Місій; 1872, с.Коростичі Берестейського повіту — ?) — церковний діяч. Ієромонах Києво-Печерської лаври. Жертва репресій.

## Життєпис
Народився в селянській родині. Служив конвоїром в Київській арештантській роті. Унтер-офіцер у відставці. В 1901—1905 роках послушник Києво-Печерської лаври.
20 червня 1905 — 14 червня 1906 на службі в армії. Учасник Російсько-японської війни.
В 1906—1912 роках полушник Києво-Печерської лаври. З 23 травня 1911 р. старший сторож.

### Член монастирської спільноти
17 лютого 1912 року рукоположений у монахи.
З 11 березня 1918 р. ієродиякон.
З 18 квітня 1918 р. помічник благочиного Великою Успенської церкви. З 25 серпня 1918 р. правив в церкви страноприїмниці.
З 21 серпня 1920 року ієромонах.
З 1921 р. правив у Великій церкви. В 1922 нагороджений набедреником.

### Арешт
Проживав у Лаврі на вул. Цитадельній, 9.
Заарештований 20 грудня 1924 р. співробітниками Київського губернського відділу ДПУ. Проходив у справі «Жеретієнко та інші». На допиті заявив, що зберігати цінності в час коли братія голодає неприпустимо. Звільнений 16 квітня 1925 р. з підпискою про невиїзд.
Подальша доля невідома.